# Tales of the Algonquin

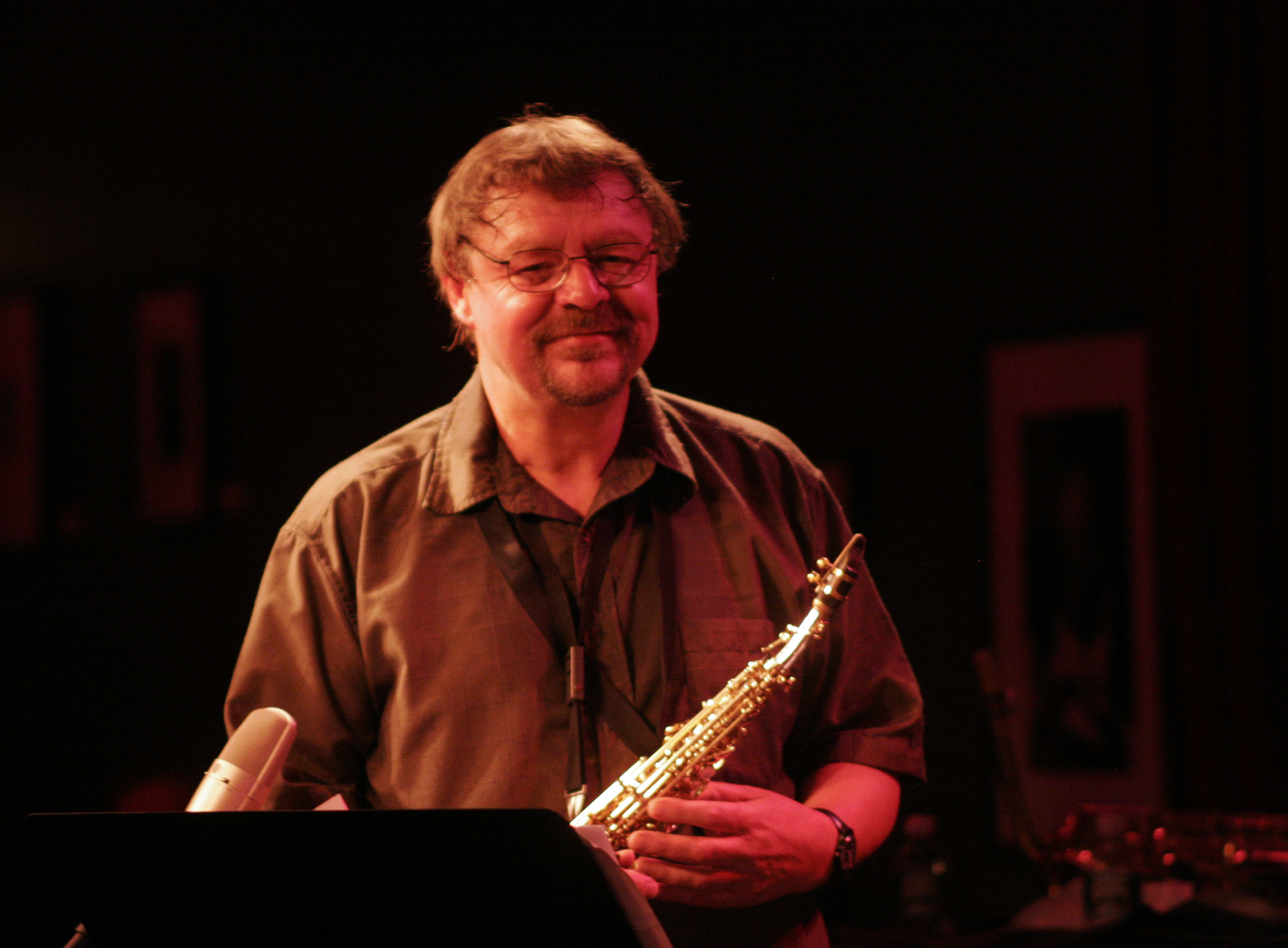
John Surman (2009)

Tales of the Algonquin (englisch für „Geschichten der Algonkin“) ist ein Studioalbum des britischen Jazz-Musikers und -Komponisten John Surman und des kanadischen Jazz-Komponisten und -instrumentalisten John Warren. Die im April 1971 wahrscheinlich in den Tangerine Studios in London entstandenen Aufnahmen, wurden 1971 vom Label Deram veröffentlicht. Die Wiederveröffentlichung des Albums auf CD erfolgte 1988 bei Deram und 2005 bei Vocalion Records.

## Hintergrund
John Surman, der zu Beginn der 1960er Jahre mit Alexis Korner zusammengearbeitet und seit 1962 in der Band von Mike Westbrook gespielt hatte, hat sich „schnell zu einem der einflußreichsten und innovativsten Instrumentalisten der späten 60er“ entwickelt. 1968 hatte er mit Brian Odgers und Tony Oxley am 1969 veröffentlichten Debütalbum Extrapolation des Gitarristen John McLaughlin mitgewirkt, laut Ian Carr eine „der besten und einflußreichsten Platten dieses Jahrzehnts.“ Im selben Jahr erhielt er einen drei Platten umfassenden Vertrag bei der Decca-Tochter Deram, wo er zunächst ein gleichnamiges Album veröffentlichte, dem 1969 das Album How Many Clouds Can You See? folgte. Ebenfalls in diesem Jahr startete er seine Zusammenarbeit mit Barre Phillips und Stu Martin in der Band The Trio, einer „der kraftvollsten und leidenschaftlichsten Bands jener Zeit“, konnte aber diese Aufnahmen nicht in den Vertrag einbringen.
Auch John Warren hatte ab 1967 in der Concert Band von Mike Westbrook gespielt und 1968 auf Anregung von John Surman eine eigene Big Band gegründet, in der neben Alan Skidmore, Ray Warleigh, Kenny Wheeler, Harry Beckett, Malcolm Griffiths und John Taylor auch dieser mitwirkte. Produzent Peter Eden, der ein Album mit Warren bei Decca machen wollte, bekam kein grünes Licht von den Labelverantwortlichen, weil diesen Warren nicht bekannt genug war. Als Surman davon erfuhr, bot er an, ein gemeinsames Album mit Warren aufzunehmen und so seinen Vertrag mit Deram zu erfüllen. Mit den Musikern der Warren-Band ergänzt um Barre Phillips und Stu Martin von The Trio spielten Surman und Warren das Album Tales of the Algonquin ein.

## Titelliste

### Seite 1
1. With Terry’s Help – 6:30
2. The Dandelion – 6:21
3. We’ll Make It – 11:57
4. The Picture Tree – 2:10

### Seite 2
1. Tales of the Algonquin – 23:15
a. The Purple Swan
b. Shingebis and the North Wind
c. The Adventures of Manabrush
d. The White Water Lily
e. Wihio the Wanderer

Alle Kompositionen stammen von John Warren.

## Rezeption
Der Penguin Guide to Jazz listete das Album mit 4 Sternen. In seiner Rezension bei All About Jazz wertete John Kelman das Album nicht, meinte aber: „Die Musik reicht von fetzig swingenden Titeln wie ’With Terry’s Help’, wo Surmans kraftvolles Sopransaxophon-Solo zeigt, wie schnell er sich zu einer einzigartigen Stimme entwickelt hat, bis hin zu dem eher zart balladesken und von Gil Evans inspirierten ’The Dandelion’. Trotz der für diese Art von Ensemblearbeit typischen Dramaturgie herrscht durchweg eine erfrischende Lockerheit und ein Gefühl der ungehinderten Erkundung.“ Allmusic vergab – ohne weitere Begründung – nur 3 von 5 Sternen.
John Fordham schreibt 2005 anlässlich der Wiederveröffentlichung des Albums in The Guardian: „Diese Aufnahme von 1971 mit Warrens 16-köpfiger Band unter der Leitung des 27-jährigen John Surman hat internationalen Kultstatus erreicht. ... Dies ist ein bedeutendes britisches Jazzdokument – aber vor allem ist es ein farbenreiches Stück groß angelegter Jazzmusik.“
Die Jazz-Zeitschrift Jazzwise nahm das Album in ihre Liste The 100 Jazz Albums That Shook The World auf und begründete dies wie folgt: „Das Album des Kanadiers John Warren und seines Bariton(saxophon)-Kollegen John Surman zeigt, dass Surman ein aufstrebender Star ist. So viele britische Jazz-Alben könnten diesen Platz einnehmen, aber dieses erhält den Zuschlag für das ekstatische, überschwängliche Spiel von Surman und Company und die erstaunlichen, anspruchsvollen Kompositionen von Warren. Dies war ein glorreicher Beweis für das neu gefundene Selbstvertrauen des britischen Jazz. Warrens Erfolg liegt in der Art und Weise, wie er in der Big-Band-Tradition bleibt, diese aber durch Elemente des freien Spiels, treibende, kraftvolle Polyrhythmen und komplexe Schichtung seiner instrumentalen Mittel erweitert.“